# Beilschmiedia longepetiolata
Beilschmiedia longepetiolata är en lagerväxtart som beskrevs av C.K. Allen. Beilschmiedia longepetiolata ingår i släktet Beilschmiedia och familjen lagerväxter. Inga underarter finns listade i Catalogue of Life.